# Churchill (přítok Atlantského oceánu)
Churchill (anglicky Churchill River) je řeka v provincii Newfoundland a Labrador na poloostrově Labrador severovýchodě Kanady. Je 560 km dlouhá. Povodí má rozlohu 80 000 km². Do roku 1965 se řeka jmenovala Hamilton.

## Průběh toku
Řeka odvádí vodu z velké skupiny jezer, která se nacházejí ve střední části poloostrova Labrador. Na řece se nacházejí vodopády (Churchillovy vodopády a Muskrat) a peřeje (Porcupine, Muni). Ústí do jezera Melville, které je spojené průtokem se zálivem Hamilton Atlantského oceánu.

## Vodní režim
Průměrný roční průtok vody činí 1558 m³/s.

## Využití
Využívá se k zisku vodní energie.